# Christoph Maria Herbst
Christoph Maria Herbst (Wuppertal, 9 febbraio 1966) è un attore tedesco.

## Filmografia parziale

### Cinema
- Der Wixxer, regia di Tobi Baumann (2004)
- (T)Raumschiff Surprise - Periode 1, regia di Michael Herbig (2004)
- Sergeant Pepper, regia di Sandra Nettelbeck (2004)
- Vom Suchen und Finden der Liebe, regia di Helmut Dietl (2005)
- Erkan & Stefan in Der Tod kommt krass, regia di Michael Karen (2005)
- Der Fischer und seine Frau, regia di Doris Dörrie (2005)
- Uibù - Fantasmino fifone (Hui Buh: Das Schlossgespenst), regia di Sebastian Niemann (2006)
- Wo ist Fred?, regia di Anno Saul (2006)
- Neues vom Wixxer, regia di Cyrill Boss e Philipp Stennert (2007)
- Hände weg von Mississippi, regia di Detlev Buck (2007)
- Vicky il vichingo (Wickie und die starken Männer), regia di Michael Herbig (2009)
- Vicky e il tesoro degli dei (Wickie auf großer Fahrt), regia di Christian Ditter (2011)
- La casa del coccodrillo (Das Haus der Krokodile), regia di Cyrill Boss e Philipp Stennert (2012)
- 300 Worte Deutsch, regia di Züli Aladag e Inci Demirbas (2013)
- V8 - Si accendono i motori (V8 - Du willst der Beste sein), regia di Joachim Masannek (2013)
- Stromberg - Der Film, regia di Arne Feldhusen (2014)
- Die Mamba, regia di Ali Samadi Ahadi (2014)
- Männerhort, regia di Franziska Meyer Price (2014)
- 3 Türken & ein Baby, regia di Sinan Akkus (2015)
- Mara e il crepuscolo degli dei (Mara und der Feuerbringer), regia di Tommy Krappweis (2015)
- Die Kleinen und die Bösen, regia di Markus Sehr (2015)
- Lui è tornato (Er ist wieder da), regia di David Wnendt (2015)
- V8 - La sfida dei Nitro (V82 - Revenge of the Nitros!), regia di Joachim Masannek (2015)
- Highway to Hellas, regia di Aron Lehmann (2015)
- Jim Knopf und Lukas der Lokomotivführer (Jim Knopf & Lukas der Lokomotivführer), regia di Dennis Gansel (2018)
- Der Vorname, regia di Sönke Wortmann (2018)
- Contra - La parte avversa (Contra), regia di Sönke Wortmann (2020)
- Jim Knopf und die Wilde 13, regia di Dennis Gansel (2020)
- Die Geschichte der Menschheit - leicht gekürzt, regia di Erik Haffner (2022)
- Der Nachname, regia di Sönke Wortmann (2022)
- Bu e il castello stregato (Hui Buh und das Hexenschloss), regia di Sebastian Niemann (2022)

### Televisione
- Das Zimmermädchen und der Millionär - film TV (2004)
- Don Quichote: Gib niemals auf! - film TV (2008)
- Zwei Weihnachtsmänner - film TV (2008)
- Ladykracher - serie TV, 38 episodi (2002-2008)
- Kreutzer kommt - film TV (2010)
- Stromberg - serie TV, 46 episodi (2004-2012)
- Kreutzer kommt ... ins Krankenhaus - film TV (2012)
- Deutsch-les-Landes - serie TV, 10 episodi (2018)
- Hotel Heidelberg - serie TV, 6 episodi (2016-2019)
- Pastewka - serie TV, 6 episodi (2006-2020)
- Der große Fake - Die Wirecard-Story - film TV (2021)
- Tilo Neumann und das Universum - serie TV, 8 episodi (2021)
- Merz gegen Merz - serie TV, 24 episodi (2019-2021)